# Bolostromus gaujoni
Bolostromus gaujoni is een spinnensoort uit de familie Cyrtaucheniidae. De soort komt voor in Ecuador.